# Brindisi (provincie)
Brindisi (afgekort: BR) is een van de vijf provincies van de Italiaanse regio Apulië.
De provincie Brindisi meet 1390 km² en telt ongeveer 400.000 inwoners. Hoofdstad is de stad Brindisi. Andere grotere plaatsen in de provincie zijn Fasano en Ostuni.